# Nadezhda Alexandrovna Teffi
Nadezhda Teffi (tiếng Nga: Надежда Тэффи) là bút danh của Nadezhda Aleksandrovna Lokhvitskaya (tiếng Nga: Надежда Александровна Лохвицкая, 9 tháng 5 năm 1872 – 6 tháng 10 năm 1952) là nữ nhà văn, nhà thơ Nga sau cách mạng sống lưu vong ở nước ngoài. Teffi là em gái của nữ nhà thơ Mirra Aleksandrovna Lokhvitskaya.

## Tiểu sử
Teffi sinh ở Sankt-Peterburg, là con gái của một giáo sư luật và chủ tạp chí Судебный вестник (Người đưa tin tư pháp). Bắt đầu in thơ từ năm 1901 theo tên thật, bút danh Teffi xuất hiện từ năm 1907, khi in một số truyện và vở kịch Женский вопрос (Vấn đề của phụ nữ). Teffi là tác giả thường xuyên của tạp chí Satyrikon từ năm 1908, đến năm 1918 tạp chí này bị đình chỉ.
Năm 1918 Teffi cùng nhà văn Averchenko đi Kiev, sau đó đi về miền nam nước Nga: Odessa, Novorossisk..., sau đó lên tàu biển đi qua Konstantinopol đến Paris năm 1920. Ở Pháp, bà tiếp tục viết văn, làm thơ phục vụ cộng đồng người Nga ở Pháp. Thế chiến II nổ ra, bà tiếp tục ở Paris. Những năm sau chiến tranh bà tập trung viết hồi ký về các nhà văn, nhà thơ đương thời – từ Kuprin, Banmolt đến Rasputin. Teffi mất ở Paris năm 1952.

## Tác phẩm
- Семь огней, изд. "Шиповник", СПБ, 1910
- Юмористические рассказы, кн. 1, изд.
- "Шиповник", СПБ, 1910; кн. 2. Человекообразные, СПБ, 1911
- И стало так, СПБ, 1912
- Карусель, СПБ, 1913
- Миниатюры и монологи, т. I, изд. М. Г. Корнфельда, СПБ, 1913
- Дым без огня, СПБ, 1914; Ничего подобного, П., 1915
- Неживой зверь, П., 1916
- Вчера, Петроград, 1918 (все в изд. "Новый сатирикон")
- Тихая заводь, Париж, 1921
- Рысь, Париж, 1923
- Взамен политики. Рассказы, "ЗиФ", Москва - Ленинград, 1926
- Вчера. Юмористич. рассказы, изд. "Космос", Киев, 1927
- Танго смерти, изд. ЗиФ, М., 1927
- Книга Июнь, Париж, 1931
- О нежности, Париж, 1938

## Một vài bài thơ
| Tình yêu tôi, người ta đã đem chôn Tình yêu tôi, người ta đã đem chôn... Một nỗi buồn như áo quan màu trắng Trùm lên xung quanh tình yêu và cuộn Nước mắt bằng những sợi chỉ kim cương. Và sau đó rất lâu về tình Lý trí khổ đau đã đọc Và linh hồn khóc lóc Cầu xin tĩnh lặng cho tình. Muôn thuở tình yêu! Trong tim này – muôn thuở! Những ý nghĩ màu đen theo tình Những ý nghĩ màu đen theo đưa đám Con tim của tôi điên cuồng, nổi loạn Thổn thức, nức nở về tình... Tình yêu tôi, người ta đã đem chôn Sự lãng quên giống như tấm đá Nặng nề nằm trên mộ chí... Hãy lặng im... và xin hãy quên tình! Muôn thuở tình yêu! Trong tim này – muôn thuở! Em tóc vàng "Ta lịm người vì đau khổ ngọt ngào Khổ đau này họa mi không biết đến". Fyodor Sologub. Em tóc vàng và đôi mắt màu xanh Anh không phải dành cho em – em biết Em đi ngang qua nhún nhường, qui phục Và sự lặng im kiêu hãnh giữ gìn. Và em biết – có một đời sống khác Nơi mà em rất thanh mảnh, nhẹ nhàng Nơi em kiệt sức, mệt lử vì tình Em tự mình dưới chân anh phủ phục... Và lịm người vì đau khổ ngọt ngào Khổ đau này họa mi không biết đến Anh ve vuốt bàn tay em thanh mảnh Và mái tóc đen nhánh ở trên đầu. Còn ở đây không theo lời nguyện ước Ngoan như một tên nô lệ, người mà anh Chiều theo ý muốn không hiểu của em Và những lời của em không tả được. Em ở cuộc sống này, mà không biết Đâu là sự thật, đâu ước mơ em Cuộc đời nào của em là yêu thương Cuộc đời này, hay đời kia – không biết. | Đã tắt ngọn đèn em Đã tắt ngọn đèn em... Đêm nhìn vào cửa sổ... Em không cần ai cả Em đã chết từ lâu! Em chết trong mùa xuân Trong giờ chiều tĩnh lặng... Đừng nói gì với em Đôi mắt em vẫn nhắm. Lần nữa chẳng hồi sinh Ý nghĩ về hạnh phúc Lời ác độc màu đen Trong tim này thổn thức... Đã tắt ngọn đèn em... Giờ bóng đêm vây chặt Em không cần nước mắt. Hãy cầu nguyện cho em! Đêm yêu em, và trên bàn tay này Bàn tay màu đen, đêm đem siết chặt Nhưng ngày đến – với đêm, em phụ bạc Em hát về hạnh phúc, về mặt trời. Con đường của ngày rộng và pha tạp Nhưng không giật của em cánh tay đen! Nỗi buồn ngôi sao khóc và ngân vang Trong những lời về mặt trời, hạnh phúc. Bài ca về tử đinh hương màu trắng Cho em lời thăm hỏi để lòng vui Khoác cho em vòng hoa lên mái tóc! Trong ngày vui một mùa hè hạnh phúc Tử đinh hương màu trắng nở hoa rồi. Em chỉ muốn tình anh không trở lại! Trong một ngày thật oi ả, thật nồng!.. Mùi hương thuốc độc trong giờ hoàng hôn Tử đinh hương màu trắng say chới với. Ngày đã tắt, và em lại lên đường Trong bóng đêm, vào bóng đêm trong suốt Trong giấc mộng của bầu trời ngày trước Tử đinh hương màu trắng đã không còn. -----------#------------- Bản dịch của Nguyễn Viết Thắng. |